# Carlo Balelli
Carlo Balelli (Novara, 1894 – Macerata, 1981) è stato un fotografo italiano.
Ultimo e certamente il maggiore esponente di una dinastia di fotografi attivi a Macerata dal 1851 al 1970.

## Biografia

### Gli anni della formazione (1894 – 1913)
Carlo Balelli nasce a Novara il 5 ottobre 1894 da Alfonso e Rosalia Maraffa: il padre ha uno studio fotografico in città dal 1893, si trasferisce a Macerata con tutta la famiglia nel 1896. Carlo inizia le prime esperienze fotografiche presso lo studio paterno e parallelamente compie studi regolari fino a conseguire il diploma nel Regio Istituto Tecnico per Geometri di Macerata.

Dotato di un fisico atletico è tra i fondatori della Società Virtus e nel 1913 ottiene il diploma di 1º grado in “Preparazione militare” dalla Federazione Ginnica Nazionale; appassionato di sport della montagna, mette in mostra notevoli qualità come scalatore e sciatore e fa esperienze che gli serviranno nella sua attività di fotografo militare.

### Fotografo di guerra (1913 – 1919)
Carlo viene arruolato nel 1913 nel Corpo specialisti del Genio-Sezione Fotografica Militare e destinato al Battaglione Dirigibilisti. Nel 1914, divenuto caporale, viene inviato a fotografare il porto di Genova e i monti della Liguria, la zona dell'Alto Isonzo e del Fella fino al Montenero. Ai primi di maggio 1915 è inviato in abiti civili oltre il confine italiano per fotografare strade e fortificazioni austriache, tanto che allo scoppio della guerra, il 24 maggio, viene sorpreso al di là delle linee nemiche, e deve compiere un avventuroso rientro, correndo il rischio di essere scambiato per una spia. Successivamente, come primo operatore della squadra fotografica della Terza Armata agli ordini del comandante Giorgio Abetti, realizza una serie di fotografie panoramiche che coprono tutto l'arco alpino dal Podgora a Trieste. Opera anche in prima linea scattando immagini dal S. Michele e da Gorizia fino al litorale adriatico. Nel 1916 è primo operatore nella Squadra telefotografica da montagna della Quarta Armata, con la quale costruisce 75 stazioni fotografiche d'alta quota, dalle quali effettua riprese di vaste zone delle Alpi. Documenta la vita in trincea e le fasi cruciali della guerra, scatta inoltre le foto ufficiali che testimoniano la presenza al fronte di importanti personaggi, la resa degli austriaci a Villa Giusti, l'ingresso delle truppe italiane a Trento, l'arrivo di Vittorio Emanuele III a Trieste conquistata. Molto interessante è la sua documentazione dell'attività di una squadra fotografica militare in azione, da cui si desumono notizie precise sulle stazioni di ripresa, la composizione e le attrezzature in uso.

### Monaco, Berlino e Firenze (1920 – 1927)
Lasciato il servizio militare alla fine della guerra, Balelli frequenta nel biennio 1922-1923 corsi di tecnica fotografica prima a Monaco di Baviera e successivamente presso l'Imperiale Scuola Fotografica di Berlino, dove tiene anche esercitazioni per gli studenti per la sua specializzazione in fotogrammetria. 
Rientrato in Italia, gestisce dal 1924 al 1927 uno studio fotografico in via Pandolfini a Firenze.

### Lo studio maceratese (1928 – 1972)
Ritorna a Macerata, dove nel 1929 diventa il titolare dello studio paterno, e si afferma in breve tempo in campo regionale e nazionale. Oltre a portare avanti il lavoro di studio, egli svolge un'intensa attività di fotogiornalismo, collaborando con Panorami italiani, con il Touring Club Italiano, con l'Enciclopedia Italiana, con numerosi quotidiani e periodici.
È anche corrispondente ufficiale dell'Istituto Nazionale Luce, dell'Ente Provinciale del Turismo e di altre istituzioni pubbliche per conto delle quali fotografa in modo dettagliato tutti i Comuni della Provincia di Macerata, dal litorale adriatico agli Appennini. In questo modo egli fornisce un contributo fondamentale alla loro conoscenza e lascia una vasta documentazione riguardante gli sport della montagna che conosceva per esperienza diretta come presidente della Federazione Provinciale dell'Escursionismo. Carlo Balelli è stato un acuto e attento testimone della vita politica, sociale, economica e culturale del Maceratese. L'originalità, le capacità intuitive, la sensibilità della sua personalità ne hanno fatto anche un pioniere della fotografia industriale e del lavoro: infatti Balelli ha lasciato una vastissima documentazione sulle fabbriche e le aziende artigiane, sui macchinari e le fasi di lavorazione dei prodotti, sulle attività legate al mondo dell'agricoltura e dell'edilizia, sulla presenza della componente umana all'interno delle fabbriche, con particolare attenzione al lavoro femminile.
L'attività dello Studio Balelli cessa nel 1972.
Muore a Macerata il 24 marzo 1981.

## Fondi fotografici Balelli
Il ricco patrimonio fotografico dello Studio Balelli è diviso tra la Biblioteca Mozzi-Borgetti di Macerata, la Biblioteca Statale di Macerata e gli eredi di Carlo Balelli (la moglie Giovanna e la figlia Emanuela).
Il Fondo Balelli della Biblioteca Mozzi-Borgetti è stato acquisito dal Comune di Macerata nel 1972 ed è costituito da positivi e negativi in bianco e nero e a colori e da lastre negative, per un totale di 6 025 unità. Successivamente negli anni 90 il Comune ha ampliato il Fondo con l'acquisto delle attrezzature fotografiche d'epoca, la strumentazione ottica e i libri di Carlo Balelli.
Il Fondo fotografico Balelli della Biblioteca Statale di Macerata, acquisito negli anni 1993-1994, è composto da oltre 11 000 pezzi, fra lastre fotografiche in vetro, pellicole piane e positivi.
La famiglia Balelli conserva un ampio Fondo che comprende positivi originali e negativi su lastra e pellicola, testimonianza di tutta l'attività dei fotografi Balelli, nonché documenti e un vasto carteggio epistolare.

## Centro studi "Carlo Balelli"
È stato costituito il 23 novembre 2009, da parte degli eredi di Carlo Balelli e da un gruppo di studiosi della fotografia, il Centro studi "Carlo Balelli" per la storia della Fotografia. L'Associazione persegue la finalità di approfondire, studiare e divulgare l'opera e la poetica principalmente di Carlo Balelli a cui è intitolata l'Istituzione. Il Centro intende inoltre valorizzare il ricco patrimonio storico-fotografico della regione Marche e riscoprire fotografi dimenticati. Collabora con le Università di Macerata e Camerino, con gli enti locali, le associazioni culturali del territorio e le istituzioni religiose.